# Бранко Илић
Бранко Илић (Љубљана, 6. фебруар 1983) је бивши словеначки фудбалер. Играо је на позицији штопера.

## Клупска каријера
Фудбалом је почео да се бави у Олимпији. У Словенији је играо и за Домжале, одакле је 2007. године отишао на позајмицу у Реал Бетис, а потом га је Бетис купио за милион и по евра. Илић је провео 3 сезоне у Шпанији и одиграо 42 утакмице. Имао је прилике да игра против свих екипа из Ла Лиге, као и против Реала и Барселоне.
У септембру 2009. је прешао у Москву. После само четири месеца, Илић је прешао у Локомотиву из Москве. У Локомотиви се задршао једну сезону. Одиграо је укупно 14 утакмица. Играо је и у групној фази Лиге Европе.
У јуну 2012. је потписао уговор са Анортозисом. Годину дана касније је потписао за Хапоел Тел Авив.
У јулу 2014. Илић је потписао уговор са Партизаном. Дебитовао је за Партизан у квалификацијама Лигу шампиона против Лудогореца. За Партизан је одиграо 41. утакмицу и постигао 4 гола. Са црно-белима је освојио и првенство Србије.

## Репрезентација
За репрезентацију Словеније је дебитовао у пријатељском мечу против Србије и Црне Горе 18. августа 2004. До сада је одиграо 63 мечева и постигао 1 гол. Тај један гол за репрезентацију је постигао 27. марта 2015. у квалификацијама за ЕП 2016. против Сан Марина.

## Трофеји

### Олимпија
- Куп Словеније (1) : 2002/03.

- Првенство Словеније (1) : 2006/07.

### Партизан
- Првенство Србије (1) : 2014/15.